# Yanagiwara Byakuren

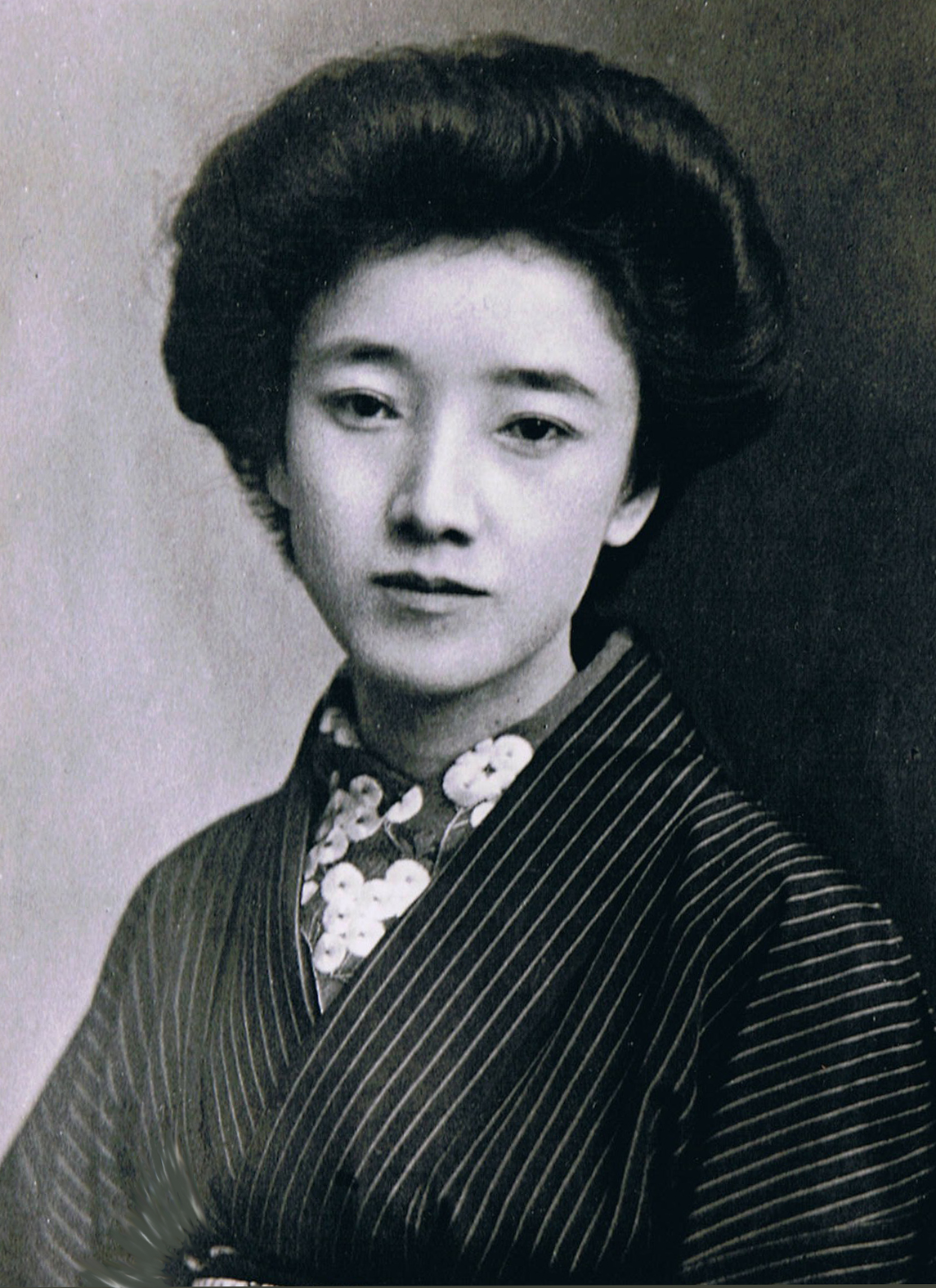
Yanagihara Byakuren

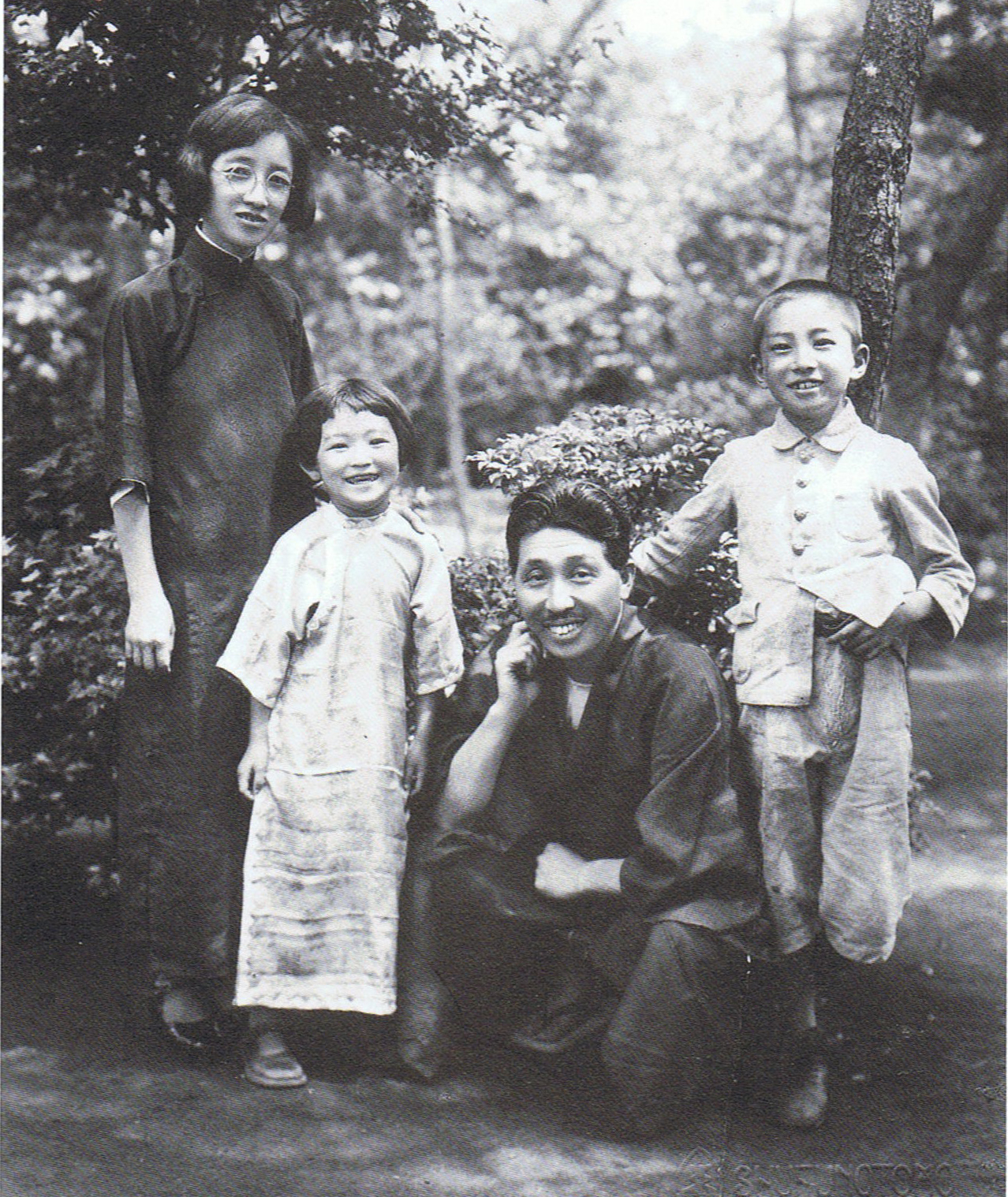
Akiko mit Miyazaki und Kindern, 1930

Yanagiwara Byakuren (japanisch 柳原 白蓮, eigentlich Miyazaki Akiko (宮崎 燁子); geboren am 15. Oktober 1885 in Tokio; gestorben am 22. Februar 1967) war eine japanische Dichterin. Sie zählt zu den „Drei Schönen der Taishō-Zeit“– (大正三美女).

## Leben und Wirken
Yanagiwara Byakuren wurde als Tochter des Grafen Yanagiwara Sakimitsu (柳原 前光; 1850–1894) in Tokio geboren. 1900 heiratete sie Kitakōji Suketake (北小路 資武; 1878–1942), von dem sie einen Sohn bekam. Nach der Scheidung 1905 heiratete sie 1911 Itō Den’emon (伊藤 伝右衛門; 1861–1947), einen reichen, gering gebildeten Unternehmer, der Kohlegruben auf Kyūshū besaß. 1921 verließ sie Itō und lebte mit dem jungen Sozialreformer Miyazaki Ryūsuke (宮崎 龍介; 1892–1971), Sohn von Miyazaki Tōten, zusammen und schloss sich seinen Ideen an. Der Abbruch der Beziehung zu Itō und das Zusammenleben mit Miyazaki wurden als Skandal in der Presse diskutiert. 1923 heiratete sie Miyazaki. Ihr Sohn aus dieser Ehe kam im Zweiten Weltkrieg bei einem Bombenangriff ums Leben. 1961 erblindete sie.
Yanagiwara hatte traditionelle Dichtkunst unter Sasaki Nobutsuna studiert und begann bereits in der Taishō-Zeit zu schreiben. Sie erregte Aufmerksamkeit mit dem leidenschaftlichen Stil ihrer Dichtungen.
Sie hinterließ u. a. die Liedersammlungen „Fumie“ (踏絵), etwa „Trittbild“  1915, und „Maboroshi no hana“ (幻の華), etwa „Phantom-Blumen“, die Gedichtsammlung „Kichō no kake“ (几帳のかけ), etwa „Stellschirm setzen“ 1919. 1928 erschien ihr autobiographische Roman „Ibara no mi“ (荊棘の実), etwa „Früchte der Dornen“ 1928.